# Osbornellus hyalinus
Osbornellus hyalinus är en insektsart som beskrevs av Henry Fairfield Osborn 1923. Osbornellus hyalinus ingår i släktet Osbornellus och familjen dvärgstritar. Inga underarter finns listade i Catalogue of Life.